# サキョン・ミパム
サキョン・ミパム・リンポチェ（1962年‐）は、チベット仏教ニンマ派の高僧であり、シャンバラ仏教瞑想センターのリーダー。チベットの歴史上の名僧・「偉大なるミパム」と呼ばれるミパム・ジャムヤン・ギャツォの化身であり、また智慧の菩薩である文殊菩薩の化身であると信じられている。チョギャム・トゥルンパの息子である。

## 略歴
サキョン・ミパム・リンポチェは、1962年にインドのブッダガヤで生まれ、少年時代は母とともに北西インドの亡命チベット人の村で過ごした。七歳の時に、父とともにイギリスに移住。彼の父・チョギャム・トゥルンパはチベット仏教の瞑想を西洋に紹介し、大きな瞑想センターをつくった人物であり、サキョンは少年時代より瞑想のトレーニングを受けた。また、書道や馬術、日本の弓道も習っていたという。 

## 著作
邦訳は今のところ存在しない。
- "Ruling Your World: Ancient Strategies For Modern Life" (Crown Archetype (October 25, 2005))
- "Turning the Mind Into an Ally"(Riverhead Trade (January 6, 2004))